# Tekolďany
Tekolďany jsou obec v okrese Hlohovec v Trnavském kraji na západním Slovensku.

## Historie
V historických záznamech je obec poprvé zmiňována v roce 1310.

## Geografie
Obec leží v nadmořské výšce 210 m na ploše 2,598 km2. Žije zde 118 obyvatel.